# Tinkara Kovač
Tinkara Kovač, née le 3 septembre 1978 à Koper en Slovénie, est une chanteuse et musicienne slovène.
Le 8 mars 2014, elle remporte la finale slovène EMA et est choisie pour représenter la Slovénie au Concours Eurovision de la chanson 2014 à Copenhague, au Danemark avec la chanson Spet (Round and round) (Encore (Encore et encore)).

## Biographie
Tinkara appartenait tout d'abord à la maison de disque RTV Slovenija Records. Elle a tenté de représenter la Slovénie à l'Eurovision de la chanson à plusieurs reprises, en réalisant les classements suivants lors des sélections :
- 1997: Veter z juga - 10e
- 1999: Zakaj - 2e
- 2001: Sonce v očeh - 5e en demi-finale et 4e en finale

2001 marque cependant un tournant dans sa carrière : elle rejoint le label Dallas Records. Celle-ci ne lui permet pas de se représenter aux sélections futures, aussi elle travaille activement sur ses albums. Elle en sortira trois, dont un (Enigma) dans une version italienne, ainsi qu'une compilation de ses titres les plus connus.
En 2011, elle crée son propre label, baptisé NAI. Elle sort deux albums et retente sa chance à la sélection actuelle pour l'Eurovision, l'EMA, qu'elle remporte. Elle se qualifie pour la finale et terminé 25e. 
Tinkara Kovač pratique la flûte traversière, qu'elle utilise dans certaines de ses compositions, dont Round and round qui a concouru pour l'Eurovision. 

## Discographie
- Ne odhaja poletje (1997)
- Košček neba (1999)
- Na robu kroga (2001)
- O-range (2003)
- Enigma, (2004)
- aQa (2007)
- The Best Of Tinkara (2009)
- Rastemo (2012)
- Zazibanke (2013)
- Round and Round/Spet (2014)
- Dober dan, življenje (2016)
- Cuori di ossigeno (2017)